# Alexander Unzicker
Alexander Gerhard Unzicker (* 13. März 1965 in München) ist ein deutscher Sachbuchautor.

## Leben
Unzicker studierte ab 1985 Physik und Rechtswissenschaft an der Ludwig-Maximilians-Universität München und erlangte 1993 das Diplom in Physik und das Staatsexamen in Rechtswissenschaft. 2001 wurde er am Institut für Medizinische Psychologie der LMU München in Neurowissenschaften promoviert. Er unterrichtet am Münchner Pestalozzi-Gymnasium und ist Vater von drei Kindern.
Unzicker ist der Sohn des Schachgroßmeisters Wolfgang Unzicker. Zwischen 1983 und 1987 war er in der Schachbundesliga für die Mannschaft des Münchener SC 1836 als Ersatzspieler gemeldet, in der Saison 1983/84 kam er einmal zum Einsatz.

## Autor
In Vom Urknall zum Durchknall kritisiert er die Stringtheorie, der es an experimenteller Überprüfbarkeit fehle. Das Buch wurde 2010 von der populärwissenschaftlichen Zeitschrift Bild der Wissenschaft als Wissenschaftsbuch des Jahres in der Rubrik Zündstoff ausgezeichnet. Florian Freistetter kritisierte, das Buch sei „weit davon entfernt, eine vernünftige Kritik der modernen Physik zu sein. In 'Vom Urknall zum Durchknall' wird geschimpft, gemeckert und gezetert; physikalische Beschreibungen wechseln sich mit persönlichen Angriffen auf Wissenschaftler ab und die ‚Kritik‘ an der Stringtheorie ist derart überzogen, dass sie beim besten Willen nicht mehr ernst zu nehmen ist.“
Auch der theoretische Physiker Peter Woit, selbst ein harscher Kritiker der Stringtheorie, bezeichnet Unzickers Kritik am Standardmodell als „Nonsens“ und empfiehlt, dem Buch keine Aufmerksamkeit zu schenken.
In seinem Buch Auf dem Holzweg durchs Universum wendet er sich vor allem gegen die Standardmodelle der Physik mit dem Argument, sie seien aufgrund ausufernder Spekulationen und freier Parameter („mit vielen Stellschrauben lässt sich gut justieren“) nicht mehr glaubwürdig. Insbesondere fehle es modernen Großexperimenten an Transparenz.
Parallel zur Verleihung des Physik-Nobelpreises bezweifelte Unzicker in seinem 2013 im Selbstverlag auf Englisch erschienenen Buch The Higgs Fake, dass es sich bei den am CERN gemessenen Daten tatsächlich um das gesuchte Higgs-Teilchen handele.
Von 2013 bis 2022 veröffentlichte er wissenschaftskritische Artikel im Magazin Telepolis.

## Veröffentlichungen
- Psychophysik und formale Beschreibung visueller Klassifikationsleistungen. Dissertation. München 2001.
- Vom Urknall zum Durchknall. Die absurde Jagd nach der Weltformel. Springer, Berlin/Heidelberg 2010, ISBN 978-3-642-04836-4.
- Auf dem Holzweg durchs Universum. Warum sich die Physik verlaufen hat. Hanser, München 2012, ISBN 978-3-446-43214-7.
  - mit Sheilla Jones: Bankrupting Physics. How Today’s Top Scientists are Gambling Away Their Credibility. Palgrave Macmillan, 2013, ISBN 978-1-137-27823-4 (englische Ausgabe).
- The Higgs Fake. How Particle Physicists Fooled the Nobel Committee. CreateSpace Independent Publishing Platform, 2013, ISBN 978-1-4921-7624-4.
- Einsteins verlorener Schlüssel. Warum wir die beste Idee des 20. Jahrhunderts übersehen haben. CreateSpace Independent Publishing Platform (Selbstverlag), 2015, ISBN 978-1-5170-4545-6.
- Wenn man weiß, wo der Verstand ist, hat der Tag Struktur. Anleitung zum Selberdenken in verrückten Zeiten. Westend Verlag, 2019, ISBN 978-3-86489-244-8.
- Die mathematische Realität. Warum Raum und Zeit eine Illusion sind. Selbstverlag, 2019, ISBN  978-1-713-25616-8.
- Einsteins Albtraum. Amerikas Aufstieg und der Niedergang der Physik. Westend Verlag, 2022, ISBN  978-3-864-89337-7.
- Gegen den Niedergang der Wikipedia in: Schwarzbuch Wikipedia 2 Herausgeber: Andreas Mäckler ISBN 978-3-943007-46-6